# Reggiane Re.2006
Die Re.2006 Sagittario II (Schütze) war ein Jagdflugzeug des italienischen Herstellers Reggiane.

## Geschichte
Die Re.2006 war eine Weiterentwicklung der Reggiane Re.2005 mit einem 1750 PS starken 12-Zylinder Daimler-Benz DB 603. Entsprechend den Fiat G.56 und Macchi MC.206 war es eine Weiterentwicklung und Anpassung von Serie-5-Jägern an den leistungsstarken deutschen Motor DB 603 zur Serie 6. Während die Macchi MC.206 nur ein Entwurf blieb und kurz vor der Bauvollendung bei einem Bombenangriff zerstört wurde, wurden die Fiat G.56 und die Re.2006 gebaut, wobei die Re.2006 dann nie flog.
Die Re.2006 wurde 1943 entworfen. Rechtzeitig vor dem Bombenangriff auf die Reggiane-Werke in Reggio nell’Emilia konnte das Entwicklungsteam zusammen mit einigen fertigen Komponenten nach Correggio flüchten und wurden inkognito in einem Gymnasium untergebracht. Sie vollendeten die Konstruktion des Prototyps und verhinderten auch dessen Zerstörung durch Partisanen. Das Team entschied, den Prototyp nicht an die deutsche Luftwaffe auszuhändigen; daher wurde er geheim gehalten und es gelangten keine Informationen an die Öffentlichkeit. Später wurde er den Alliierten übergeben, bei denen er aber nie geflogen wurde. 1946 verlangte die alliierte Luftfahrtkommission die Verschrottung des Prototyps. Auf Bitte einiger Dozenten erhielt dann die Mailänder Polytechnische Universität das Flugzeug für einige Jahre, jedoch ohne Motor und mit zersägten Tragflächen.

## Konstruktion
Der größte äußere Unterschied zur Basis Re.2005 war der um fast einen Meter verlängerte Rumpf, mit dem der Schwerpunkt ausgeglichen wurde. Die Fiat G.56 wurde ähnlich modifiziert, jedoch in etwas geringerem Maße. Die Steuerflächen wurden im Wesentlichen beibehalten, außer dem Leitwerk, das zum Ausgleich des längeren Rumpfes etwas vergrößert wurde. Das Fahrwerk wurde verstärkt, um das bei der Re.2005 bekannte Problem des zu schwachen Fahrwerks zu beheben. Das Fahrwerk ist das einzige erhaltene Teil und kann im Museo Nazionale della Scienza e della Tecnologia in Mailand besichtigt werden.

## Andere Entwürfe
Es gab eine Reihe von Entwürfen mit der Bezeichnung Re.2006, die jedoch nicht alle wirklich mit dieser zu tun hatten. In welchen Stadien sich diese Entwürfe befanden, ist nicht geklärt. Ferner wird in Quellen über die Re.2007 von der Re.2006 als einem weiteren Projekt mit Strahltriebwerk gesprochen. Die bewusste Verschleierung des Projekts 1944/45 ist Ursache für missverständliche Quellenlagen und sicher auch manche Gerüchte.
- Re.2006b: Es wurde eine Ausführung der Re.2006 konstruiert mit Integraltanks in den Tragflächen, Kühlern an der inneren Tragflächenvorderkante und einem 4-Blatt-Propeller. Ob der gebaute Prototyp der Re.2006 dem ursprünglichen Entwurf oder dieser Ausführung entsprach, ist nicht bekannt.
- Re.2006P: Luftpostflugzeug mit einem flüssiggekühlten Radialmotor. Geplant für Nachkriegsdienst.
- Re.2006PP: Luftpost- und Passagierflugzeug wie Re.2006P mit größerem Rumpf
- Re.2006C oder auch Re.2006 Racer: geplante Rennmaschine für die Bendix Trophy.

## Technische Daten
| Kenngröße             | Daten                                                             |
| --------------------- | ----------------------------------------------------------------- |
| Besatzung             | 1                                                                 |
| Länge                 | 9,73 m                                                            |
| Spannweite            | 11,00 m                                                           |
| Höhe                  | 3,15 m                                                            |
| Startmasse            | ca. 4000 kg                                                       |
| Höchstgeschwindigkeit | 750 km/h                                                          |
| Dienstgipfelhöhe      | über 8000 m                                                       |
| Reichweite            | 1250 km                                                           |
| Triebwerk             | Daimler-Benz DB 603A, 12-Zylinder-V-Motor, wassergekühlt, 1750 PS |
| Bewaffnung            | 2 × 12,7-mm-SAFAT-Mg, 3 × 20-mm-MG 151/20                         |